# 马努瓦尔河
马努瓦尔河（法語：Manoire，法語發音：[manwaʁ]）是法国新阿基坦大区多爾多涅省的河流，是伊勒河的左支流，长27.1千米。